# Озеро Радості
Оз́еро Ра́дості (лат. Lacus Gaudii) — невелике місячне море, розташоване в центральній частині видимого боку Місяця, на території «Землі Снігів» (лат. Terra Nivium). Селенографічні координати об'єкта — — 16°12′ пн. ш. 12°36′ сх. д. / 16.2° пн. ш. 12.6° сх. д., діаметр становить 113 км.
На території озера розташовані сателітні кратери «Манілій Z» (лат. Crater Manilius) і «Менелай A» (лат. Crater Menelaus). З півночі розташовані «Гемські гори» (лат. Montes Haemus), а з північного сходу простягається Море Ясності.